# Arnold Wallick
Arnold Wallick (ursprungligen Aron Wulff Wallich), född den 11 mars 1779 i Köpenhamn, död där den 3 november 1845, var en dansk målare. Han var bror till Nathaniel Wallich och far till Carl Wolf Josef Nathanael Wallick.
Wallick studerade vid konstakademien i Köpenhamn och ägnade sig sedan åt teatermåleriet. Han vistades flera år i Rom och Paris och blev efter sin hemkomst 1813 anställd vid kungliga teatern samt 1814 ledamot av konstakademien.